# Olympische Sommerspiele 1948/Kanu – Zweier-Kajak 1000 m (Männer)
Die Wettkämpfe im Zweier-Kajak über 1000 Meter bei den Olympischen Sommerspielen 1948 wurde am 12. August auf der Regattastrecke bei Henley-on-Thames auf der Themse ausgetragen.
Die Schweden, die in den Kajak-Wettbewerben der Männer alle Goldmedaillen gewannen, waren hier durch das Duo Hans Berglund und Lennart Klingström erfolgreich. Das ungarische Team mit Kálmán Blahó und János Urányi wurde im Finale wegen Fahrens im Kielwasser disqualifiziert.

## Ergebnisse

### Vorläufe

#### Vorlauf 1
| Rang | Athlet                       | Nation           | Zeit       |
| ---- | ---------------------------- | ---------------- | ---------- |
| 1    | Ture Axelsson Nils Björklöf  | Finnland         | 4:16,7 min |
| 2    | Kálmán Blahó János Urányi    | Ungarn           | 4:18,4 min |
| 3    | Ota Kroutil Miloš Pech       | Tschechoslowakei | 4:20,4 min |
| 4    | Gerald Covey Henry Harper    | Kanada           | 4:34,2 min |
| 5    | René Fonck Jean Nickels      | Luxemburg        | 4:41,7 min |
| 6    | Bruno Masciadri Franz Reiner | Schweiz          | 4:43,9 min |
| 7    | Jack Henderson John Simmons  | Großbritannien   | 4:45,0 min |

#### Vorlauf 2
Für diesen Vorlauf sind keine Zeiten überliefert.
| Rang | Athlet                                    | Nation             | Zeit |
| ---- | ----------------------------------------- | ------------------ | ---- |
| 1    | Ejvind Hansen Bernhard Jensen             | Dänemark           |      |
| 2    | Ivar Mathisen Knut Østby                  | Norwegen           |      |
| 3    | Cees Gravesteyn Wim Pool                  | Niederlande        |      |
| 4    | Hans Berglund Lennart Klingström          | Schweden           |      |
| 5    | Paul Felinger Herbert Klepp               | Österreich         |      |
| 6    | Frans Van den Berghen Albert Van de Vliet | Belgien            |      |
| 7    | François Donna René Richez                | Frankreich         |      |
| 8    | Alfons Jezewski Marian Matloka            | Polen              |      |
| 9    | Raymond Clark John Eiseman                | Vereinigte Staaten |      |

### Finale
| Rang | Athlet                           | Nation           | Zeit       |
| ---- | -------------------------------- | ---------------- | ---------- |
| 1    | Hans Berglund Lennart Klingström | Schweden         | 4:07,3 min |
| 2    | Ejvind Hansen Bernhard Jensen    | Dänemark         | 4:07,5 min |
| 3    | Ture Axelsson Nils Björklöf      | Finnland         | 4:08,7 min |
| 4    | Ivar Mathisen Knut Østby         | Norwegen         | 4:09,1 min |
| 5    | Ota Kroutil Miloš Pech           | Tschechoslowakei | 4:09,8 min |
| 6    | Cees Gravesteyn Wim Pool         | Niederlande      | 4:15,8 min |
| 7    | Gerald Covey Henry Harper        | Kanada           | 4:56,8 min |
| -    | Kálmán Blahó János Urányi        | Ungarn           | DSQ        |

## Weblink
- Ergebnisse